# Adobe Flash
Adobe Flash（アドビ・フラッシュ）は、かつてアドビが開発していた動画やゲームなどを扱うための規格、およびそれを作成・動作させるアプリケーション群。かつてフューチャーウェーブ・ソフトウェアと、それを買収したマクロメディアが開発していた。旧称はFutureSplash（フューチャー・スプラッシュ）、Macromedia Flash（マクロメディア・フラッシュ）。競合としては、Microsoft Silverlightがあったが、両社とも現在はHTML5を推奨している。
かつてはFlash規格のアプリケーションを制作する同社のオーサリングツール群としてFlash Professional、Flash Builder/Flash Catalystが存在したが、後者はすでに開発終了したほか、Flash Professionalは2016年にAdobe Animateに名称を変更しており、HTML5のオーサリングツールに移行している。
アドビは、2020年12月末をもって中華人民共和国を除いた国と地域でのFlash Playerの開発と配布を終了しアンインストールを勧告して、翌年1月12日以降はFlash Playerの実行をブロックしている。Windows 10では、2020年10月27日以降のアップデートパッチ「KB4577586」をもって、Flash PlayerがWindowsから完全に削除された。

## 概要
ベクターイメージが規格の中心で、それにスクリプトで制御することによりマウスの動きに合わせてアニメーションをしたり、音を鳴らしたりなど、動きのあるウェブサイトを作成するのに向いている。アニメーション、ゲーム、ウェブサイトのナビゲーション、音楽再生などのコンテンツを作るためのソフトウェア。再生環境への依存度が低く、ベクターイメージを扱う場合、ウインドウサイズを変えても画質が劣化しないという特徴がある。ラスターイメージを扱うこともでき、この場合ビットマップスムージングで画質の劣化を目立たなくすることができる機能がある。
Flashを用いるとインタラクティブ性の高いウェブサイトにすることも可能だが、ウェブブラウザやプレーヤーからテキスト検索できない。ただし、Google検索など一部の検索エンジンはFlash内のテキストを抜き出して、検索対象とすることができた。
Flash再生ソフトとしては主にFlash Player（フラッシュ・プレイヤー）が使われる。Windows、macOS、Linuxなどのオペレーティングシステム上で動作し、代表的なウェブブラウザの中でプラグインとして動作させることができた。携帯電話機にも再生ソフトが搭載されているものがあった（以前は機能制限を加えたAdobe Flash Lite（アドビ・フラッシュ・ライト）が提供されていた）。
また、アドビはFlashをウェブ以外にも利用できるようにする意向を発表している。Flashのファイルフォーマットは仕様が一般に公開されており、アドビ以外の企業、個人でもFlashデータを加工、生成するソフトウェアを自由に開発、配布することができる。しかし、仕様書に基づいてFlashファイルを再生するソフトウェアを開発することは認められていなかった。そのため、例えばFlash再生ソフトであるGnashでは、ウェブ上に存在するFlashを収集し、それらを解析することを通じて開発が行われていた。その後、ライセンスの変更が行われ、現在では互換ソフトの開発が可能になっている。
Flashによるアニメーションは、ポータルサイトや企業や公的機関、歌手や個人のウェブサイト等においてトップページに使用されていたが、HTMLの代替ページを用意していない場合は、アクセシビリティの観点から批判も受けることも多かった。また、Flash上に表示されたテキストは、通常のテキストや画像のようにブラウザの機能を用いてコピーや印刷、保存することが不可能なため、たとえば歌詞などのテキストをFlashを用いて表示し、コピー・アンド・ペーストを出来ない様にする特殊な使われ方もあった。そのほか、バナー広告をはじめとしたウェブ広告の分野においても広く使用されていた。
後期のバージョンでは、インタラクティブなコンテンツの表現手段だけにとどまらずリッチインターネットアプリケーション向けの機能が拡充されており、高度なユーザインタフェース、複数ファイルの同時アップロード、シームレスな動画の再生など、DHTMLなどで賄いきれない柔軟で利便性の高いインタフェースをクロスプラットフォームで比較的容易に提供できる手段としても普及していた。
特に、2006年に脚光を浴びた動画共有サイトYouTubeと伴に急成長した動画配信の分野においては、（デジタル著作権管理の保護が必要な一部のケースを除いて）非常に広く使われ、従来のWindows Media Player、QuickTime、RealPlayerによるストリーミング再生に替わって、動画配信において欠かせない技術のひとつとなっていたが、2007年発売のiPhoneは、コンピュータセキュリティの問題から、Flashの使用を許可しなかった（サードパーティのアプリを用いれば使用できた）ことやプロプライエタリの問題をきっかけに、急速に衰退していった。
終了決定後も、メディア・アート、インタラクティブ・アートやインスタレーションの制作ツールとしてFlashが使用されることもある。

## Adobe Flash (Macromedia Flash)（開発ソフト）
かつてはAdobe Flash (Macromedia Flash) 規格のアプリケーションを開発するソフトウェアのことも「Flash」と呼ばれていた。しかし2000年代後半以降は類似技術としてW3CやWHATWGにより標準化の過程にあるHTML5が台頭しつつあり、Flash Professional CS6以降ではHTML5での開発にも対応した。さらにWebGLやAdobe AIRなどにも対応し、そちらの用途で使われることも多くなったため、Adobe Animateに名称を変更した。
10.1-11.1までは携帯端末にも対応しているが、それ以前の携帯端末向けはAdobe Flash Liteで、11.2以降は携帯端末はAdobe AIRのみになった。

## バージョンアップの歴史

### Flash 1, 2
1996年にアメリカ合衆国のコンピュータ・ソフトウェア会社フューチャーウェーブ・ソフトウェア (FutureWave Software) が、アニメーション・データを作成するソフトFutureSplash Animatorと再生プラグインFutureSplash Player（フューチャースプラッシュ・プレイヤー）を開発。これをマクロメディアが会社ごと買収、「FutureSplash」の頭文字「F」と接尾「lash」をとって略称を「Flash」とし、Shockwaveシリーズに組み込んで「Shockwave Flash」とした。ファイルフォーマット名及び拡張子として使われている「SWF」は元々「small Web format」（スモール・ウェブ・フォーマット）の略であったが、マクロメディアによって「Shockwave Flash」の略として改称された（現在は再び元の略称へ改称）。作成ソフトはMacromedia Flashに改名された。このころからすでに数多くの基本的な機能を備えており、またベクターイメージで描画することにより、動画データとしては非常にデータ量を小さくしたことで注目される。

### Flash 3, 4
1998年、Flash 3のベータ版公開と同時にShockwave Flash (SWF) の仕様をオープン・スタンダード化する事が発表される。同年発売されたMacromedia Flash 3からインタラクティブ関連の機能が強化され、次第に「アニメーションソフト」の枠にとどまらない発展をするようになる。Flash 4で変数、文字列処理、条件分岐ができるようになる。

### Flash 5, 6
Macromedia Flash 5、Macromedia Flash MX (Flash Player 6) でActionScriptが搭載され、プログラミングの機能が大幅に強化されたため、プログラマたちもMacromedia Flashを使うようになる。MXは「miracle experience」（奇跡体験）の略称である。

### Flash 7, 8
2004年春にリリースされたMacromedia Flash MX 2004 (Flash Player 7) では、ActionScript 2が搭載され、動画配信もサポートする。Mac OS 9、Windows NT、Windows 95に対応する最終バージョン。2005年秋にリリースされたMacromedia Flash 8 Professionalではアニメ、グラフィック関連を中心に大幅なバージョンアップが行われ、また新規層向けの機能制限版Macromedia Flash 8 BASICも同時リリースされた。

### アドビシステムズによる買収
2005年4月にマクロメディアはアドビに買収され、プレイヤーはAdobe Flash Playerに改名される。作成ソフトは新バージョンの発売までMacromedia Flashの名称のまま販売が継続された。2007年4月アドビシステムズのクリエイティブ製品群である「Adobe Creative Suite 3」に組み込まれて新バージョンとなるAdobe Flash CS3 Professionalが発売され、作成ソフトの名称もAdobe Flashに改名された。

### Flash CS3 (9)
Windows 98に対応する最後のバージョン。第8版まではMacromedia FlashとFlash Playerがほぼ同時にリリースされていたが、Windows、Mac OS用のFlash Player 9が2006年6月にリリースされた（開発環境は現在、Adobe Flash CS3 ProfessionalかFlex 2およびFlex 3）。
Linux用について見ると、Flash Player 8はそのリリースが見送られることとなった。その後、Flash Player 9がWindows、Mac OS用よりも数ヵ月遅れた2007年1月にリリースされた。Linux用のリリースが遅れた理由は、多くのLinuxディストリビューションに対応させる必要から、開発に相当時間がかかったためであるといわれている。
2007年12月3日リリースされたFlash Player 9 update 3 (9,0,115,0) からはMPEG-4 (H.264, AAC, HE-AAC) に対応。以後バージョン10.3まで同形式再生時はSSE対応CPU必須となった。

### Flash CS4 (10)
CS4製品の米国での発表は2008年9月2日、発売は同年10月15日。日本語版の発表は同年11月11日、発売は同年12月19日であった。
3D変換、H.264のエンコード、Adobe AIRとの連携、新フォーマットXFLなどをサポートしている。

### Flash Professional CS5 (10.1)
全世界での発表は2010年4月12日、日本での発売は同年5月28日。

### Flash Catalyst CS5 (1)
CS5から新設されたソフト。

### Flash Player 10.2
2011年2月8日公開。以下の機能を追加。対応するAdobe AIRは2.6。SWFバージョン11。
- StageVideoのハードウェアアクセラレーション
- 複数のモニターでのフルスクリーンモード
- Internet Explorer 9でのハードウェアアクセラレーションによるレンダリング
- カスタム ネイティブマウスカーソル
- サブピクセルテキストレンダリング

### Flash Player 10.3
2011年5月12日公開。以下の機能を追加。対応するAdobe AIRは2.7。SWFバージョン12。
- メディアの測定 - ビデオの使用状況の分析
- 音声エコーの除去 - ヘッドセットを利用していない状況で、より強力なエコー除去やノイズ除去など
- ローカル記憶領域の管理の改善
- ネイティブ制御パネル
- Mac OS Xでのアップデートの自動通知

### Flash Professional CS5.5
2011年5月20日販売開始。

### Flash Player 11.0
2011年10月3日公開。以下の機能を追加。対応するAdobe AIRは3.0。SWFバージョン13。
- GPUによる2D, 3Dのハードウェアアクセラレーションレンダリング。Stage3D API「Molehill」。
  - レンダリング性能が1,000倍高速化するケースが存在する[13]
  - DirectX 9 (Windows)、OpenGL 1.3 (Mac OS X, Linux)、OpenGL ES 2.0 (Android, iOS, BlackBerry Tablet OS) などを使用。未対応なら、SwiftShaderを使用[14]。
  - シェーダ言語のAdobe Pixel Bender 3Dも2011年3月2日に発表[15]。シェーダ言語のアセンブリ言語として、Adobe Graphics Assembly Language (AGAL) も利用可能[14]。
- キュービックベジェ曲線（3次ベジェ曲線）
- 64ビットブラウザサポート
- Linuxベクター印刷
- G.711
- H.264/AVCソフトウェア圧縮
- JSON
- ガベージコレクションのタイミング指示
- ソケットプログレスイベント
- 安全な乱数生成機
- HTTPダイナミックストリーミングがコピーガード対応
- JPEG-XR
- 大きなBitmapDataのサポート
- LZMAによるSWFの圧縮
- DisplayObjectContainer.removeChildren、MovieClip.isPlaying
- 非同期のビットマップデコード
- TLS

### Flash Player 11.1
2011年11月10日公開。対応するAdobe AIRは3.1。SWFバージョン14。
- iOS 5 (AIR) 対応
- モバイル版Flash PlayerおよびWindows 2000対応の最終版
  - Android版は、Android 2.2-4.0のみをサポート。加えて、2012年8月15日からは、工場出荷時にインストール済みのAdobe認証端末や2012年8月15日より前にインストール済みの端末以外には新規インストールが出来なくなった[16]。

### Flash Player 11.2
2012年3月27日公開。以下の機能を追加。対応するAdobe AIRは3.2。SWFバージョン15。
- マルチスレッド ビデオデコード (Windows, OS X, Linux)
  - 幾つかのエンコーディング、典型的にはライブストリームやリアルタイムインタラクティブで時々見られたジッターを除去。
  - 幾つかのプラットフォームでビットレートの高いコンテンツで、ドロップされるフレームを減らすことにより、フレームレートを最大50%改善。
  - フレームシークを正確にした。
  - 解像度が高かったり、ビットレートの高いコンテンツをデコードしても、メインUIスレッドを止めないようにした。
  - HTTPストリーミングで、シークの反応性が良くなり、シーク後により素早く再生できるようにした。
- Flash Playerバックグラウンドアップデート（Windowsのみ） - 「可能な場合にアップデートを自動的にインストールする (推奨)」を選択した場合、何も通知せずに自動的にバージョンアップするようになる
- フルスクリーンモードでのマウスロック、相対マウス座標（モバイルのAdobe AIRは対応しない）
- 右クリック・中クリック（Adobe AIRだけでなく、Flash Playerも対応）
- Flash Player 11.1までは、Windowsでビデオカードのデバイスドライバの日付が、2009年1月1日よりも前の場合は、wmode="direct" の時でも、ソフトウェアレンダリングを使用していたが、その判定日時を2008年1月1日に切り替えた。
- ウェブブラウザでタブが背後に隠れたり、最小化したときに、ThrottleEventを生成。
- SWFバージョン13以降を指定した場合、高速なメモリ操作のオペコード[17]が無効になり、2008年版の古い方のAdobe Alchemy 1[18]、haXeのflash.Memory、ApparatのMemoryExpansionなどが動作しなくなった。同時に新しいAdobe Alchemy 2とStage3Dを併用する場合は別途課金をすることが発表された[19]。

### Flash Professional CS6
2012年5月11日販売開始。Flash Player 11.2、Adobe AIR 3.2対応。以下の機能を追加。
- スプライトシートの生成
- HTML5を生成する拡張機能
- 幅広いプラットフォームおよびデバイスのサポート
- あらかじめパッケージ化されたAdobe AIRアプリケーションの作成
- Adobe AIRモバイルシミュレーション
- Stage 3D対応

### Flash Player 11.3
2012年6月8日公開。以下の機能を追加。対応するAdobe AIRは3.3。SWFバージョン16。開発コードCyril。
- フルスクリーンモードでのキーボード入力のサポート（Adobe AIRだけでなく、Flash Playerも対応）。ESCキー以外が利用可能。
- NetStreamでの低遅延オーディオ
- Sound APIでの低遅延オーディオ
- Windows Vista以降かつFirefox 4以降でのプロテクトモードでの実行
- OS Xでの自動アップデート
- Stage 3Dコンテンツ用のテクスチャのプログレッシブ・ストリーム
- Context3D.driverinfoにハードウェアアクセラレーションの失敗情報を含めた
- フレームラベル イベント Event.FRAME_LABEL
- 外でマウスボタンをリリースしたというイベント取得 MouseEvent.RELEASE_OUTSIDE
- Linux版でのサポートを終了し、PPAPI（英語版）のみサポートになり、Google Chromeのみ対応となり、Flash Playerの単独配布を終了[21]。Linux版をWiNPAPI（英語版）ndows・OS X版とは同時公開せず。Solaris版は開発終了。
- Bitmap.drawWithQuality
- BitmapData.encode() - PNG, JPEG, JPEG XRへの圧縮
- ApplicationDomain.getQualifiedDefinitionNames()
- Mac App Storeの対応の改善
- モバイル版 (AIR)
  - Android 4.0でのスタイラスサポート
  - iOS (AIR) 版のサンドボックス対応
  - iOSでのUSBデバッグ
  - iOSでバックグラウンドで位置情報の取得やネットワーク通信
  - iOS版のシミュレータのサポート
  - アスペクト比対応の改善
  - 144x144サイズのアイコンのサポート
  - Capabilities.screenDPIがiPad (第3世代) で正しい値を返すようになった
  - WindowsでiOS SDKのサポート

### Flash Player 11.4
2012年8月21日公開。以下の機能を追加。対応するAdobe AIRは3.4。SWFバージョン17。開発コードDolores。
- サンドボックスブリッジ
- ByteArrayのLZMAのサポート
- Stage3Dでアルファチャンネル付きの圧縮テクスチャ
- StageVideoのattachCameraの改良
- OS XでCarbon APIのサポートの廃止
- OS XでiTunesなしでのAIRの配布
- iOSプッシュ通知
- Ambient音声再生モード
- iOS 5.1サポート
- iOSのネイティブエクステンションでC++/Objective-Cの例外サポート
- ADTで接続されているモバイルデバイスの一覧
- ActionScriptワーカー（並列実行）。デスクトップ版のみ
  - flash.systemパッケージのWorker, MessageChannelなど
- 2006年以降のビデオカードでのGPUアクセラレーション
- 新しいdomainMemory API
  - Flash C++ Compiler対応（Adobe Alchemyの後継）
  - プレミアム機能 - Stage 3DとdomainMemory APIの両方 (XC API) を使用する場合は有償契約が必要（Flash Playerのみ）
    - この契約は、2013年1月をもって5か月で終了になり、無償で利用可能になった[22]。
    - 無契約で両方を使用しようとした場合、Stage 3Dはソフトウェアレンダリングとなる
    - デバッグプレーヤーでは、両方の機能を使用した場合、ウォーターマークが表示される。ただし、Stage 3Dはハードウェアレンダリングとなる。

### Flash Player 11.5
2012年11月6日公開。パフォーマンスおよび安定性の向上が目的。対応するAdobe AIRは3.5。SWFバージョン18。開発コードはEllis。
追加される主な新機能
- ActionScriptワーカーでの共有メモリをサポート
  - Flash C++ CompilerでPOSIXスレッドのサポート。
  - ByteArray.shareable, atomicCompareAndSwapIntAt(), atomicCompareAndSwapLength()
  - flash.concurrentパッケージ
- リリースビルドにおけるスタックトレースのデバッグ
- 静的リンクDRM（デスクトップ版のみ）
- InvokeEventReason.OPEN_URL（モバイル版のみ）
- iOS
  - 複数ライブラリのパッケージング
  - 複数SWFのパッケージングとロード
  - iPhone 5サポート

### ActionScript Compiler 2.0
ActionScript 3用のコンパイラだが、ActionScript Compiler 1がActionScriptの仕様書とずれている部分があり、仕様書通りに正しくコンパイルするように修正。Flash Builder 4.7に搭載。開発コードはFalcon。

### CrossBridge（旧称 Flash C++ Compiler）
2012年12月4日公開。C/C++からSWFへのコンパイラ。リリース当初はFlash C++ Compilerという名称だったが、リリース後にCrossBridgeに名称変更になった。Adobe Game Developer Toolsの一環として配布されている。

### Flash Player 11.6
2013年2月12日公開。セキュリティの強化と安定性の向上が目的。対応するAdobe AIRは3.6。SWFバージョン19。開発コードはFolsom。
追加される主な新機能
- Adobe AIRでMac Retinaのサポート
- フルスクリーン許可ダイアログのユーザインタフェース改善
- ランタイム時にグラフィックスベクトルデータにクエリをかける
- 複数SWFのサポート - AOTモードでiOSにデプロイしたAIRアプリケーションのランタイム時にSWFを読み込む機能
- AIRアプリケーションとしてiOS端末にデプロイする際に、サポート対象の画像解像度をより細かく制御
- iOSでiCloudへのバックアップの拒否指定
- Context3D.setSamplerStateAt()

### Flash Player 11.7
2013年4月9日公開。対応するAdobe AIRは3.7。SWFバージョン20。開発コードはGeary。このバージョンは長期サポートを行う。以下の機能を追加。
- サンドボックスに機能追加
- iOS
  - Shared ObjectのiCloudバックアップの拒否
  - 特定のデバイスはCPUレンダリング、別のデバイスはGPUレンダリングという指定を可能にした
  - 第2のSWFファイルを外部ホスティング可能にした
- Android
  - GameInput API, OUYAコントローラのサポート
  - captiveランタイムのみでパッケージング

### Flash Professional CC
2013年6月18日販売開始。2016年に「Animate CC」に変更される予定。

### Flash Player 11.8
2013年7月9日公開。対応するAdobe AIRは3.8。SWFバージョン21。開発コードはHarrison。以下の機能を追加。
- サンドボックスの機能拡張
- ムービークリップの再帰ストップAPI
- iOS, Android
  - Datagramソケット、サーバーソケット
  - SWFのLZMA圧縮のサポート
- 4096x4096のテクスチャサポート
- 長方形のテクスチャサポート

### Flash Player 11.9
2013年10月8日公開。対応するAdobe AIRは3.9。SWFバージョン22。開発コードはIrving。以下の機能を追加。
- Flash Player自体のOS Xでの.pkgでのインストール
- Safari 6.1以降のセーフモードのサポート
- モバイルAIRでバックグラウンド実行してる際の、ダイレクトレンダリングモードのサポート
- iOS 7, OS X 10.9対応
- AndroidでのAIR XXHDPI (144x144) アイコンのサポート

### Flash Player 12
2014年1月14日公開。対応するAdobe AIRは4。SWFバージョン23。開発コードはJones。本バージョンより0.1単位でバージョン番号を振るのを止め、3ヶ月単位でバージョンアップする予定。以下の機能を追加。
- iOS向けの新しいパッケージツール
- Flash Player自体のOS Xでの.pkgでのインストールのUIの改善
- Internet Explorer 11 on Windows 7のサポート
- Safari 6.1以降のセーフモードのサポートの改善
- Google Chromeでの64ビットPPAPIのサポート
- Stage3D
  - Stage3DでのBuffer Usageフラグ
  - Stage3D.requestContext3DMatchingProfiles()
- Android
  - Android 4.4のサポート
  - AndroidでのWorkersサポート
  - Androidでのネイティブリソースへのアクセス

### Flash Player 13
2014年4月8日公開。対応するAdobe AIRは13。SWFバージョン24。開発コードはKing。このバージョンは長期サポートを行う。本バージョンより、Adobe AIRとAdobe Flash Playerのバージョンを揃えることとなった。以下の機能を追加。
- 基本多言語面以外のUnicodeのサポート
- 動画をフルスクリーンにしたときの警告メッセージの改善
- Stage3DのテクスチャラッピングにREPEAT_U_CLAMP_VとCLAMP_U_REPEAT_Vを追加
- Stage3DにsetRenderToTexture()追加
- ゲームプレビュー（Androidのみ）

### Flash Player 14
2014年6月10日公開。Adobe AIRもバージョンが14になる。SWFバージョン25。開発コードはLombard。以下の機能を追加。
- 異方性フィルタリング
- 新しいStage3Dの標準プロファイル
- Android x86のサポート
- iOSのパッケージ化の改善

### Flash Player 15
2014年9月9日公開。Adobe AIRもバージョンが15になる。SWFバージョン26。開発コードはMarket。以下の機能を追加。
- Windows 8以降のInternet Explorerにおける100%を超えるズームに関する不具合の改善
- Windowsで全画面表示やデバイスの向きを変更した場合の動作改善
- ソフトウェアレンダリングでのStageVideo対応

### Flash Player 16
2014年12月9日公開。SWFバージョン27。
なお、アドビシステムズは次のメジャーバージョンアップとして、根本的に再設計されたバーチャルマシンやアーキテクチャーを備えたFlash Player "Next" と開発言語の革新を図るActionScript "Next" の2013年リリースを計画していた。しかし2013年1月30日、この手の設計・仕様変更は、従来との継続性に欠けることが多く、後方互換性を犠牲にして開発者に大きな負担がかかるため、またブラウザベースのバーチャルマシンに対する要望が高まっているとして、この計画をキャンセルした。今後は既存のFlash Playerアーキテクチャーを継続しつつ、Webベースの次世代バーチャルマシンおよび言語の開発に携わっていく意向を示した。計画されていた新機能は以下のとおり。
- ActionScriptで型の強化
  - 動的型付けは利用可能であるものの、明示的に指定しないといけなくなる
  - 型推論
  - int, uint, float, float4, byte, short, longといったプリミティブ型の導入。これらの型では桁あふれ時に型変換せずにC言語と同じような動作をする。

### Flash Player 32
2018年12月4日公開。SWF バージョン 43。
iPhone XS、iPhone XS Max、iPhone XR の起動イメージがサポートされるようになった。iOS アプリケーションでの Geolocation の機能強化がされた。

### バージョン

#### 作成環境
- 1996年 Future Splash Animator (Macromedia Flash 1)
- 1997年 Macromedia Flash 2
- 1998年 Macromedia Flash 3
- 1999年 Macromedia Flash 4
- 2000年 Macromedia Flash 5
- 2002年 Macromedia Flash MX (6)
- 2003年 Macromedia Flash MX2004 (7)
- 2003年 Macromedia Flash MX Professional 2004 (7)
- 2005年 Macromedia Flash Basic 8
- 2005年 Macromedia Flash Professional 8
- 2007年 Adobe Flash CS3 (9) Professional
- 2008年9月23日 Adobe Flash CS4 (10) Professional、日本語版の発売日は12月19日。
- 2010年5月28日 Adobe Flash Professional CS5 (11.0)
- 2011年5月20日 Adobe Flash Professional CS5.5 (11.5)
- 2012年5月11日 Adobe Flash Professional CS6 (12.0)
- 2013年6月18日 Adobe Flash Professional CC (13.0)

#### 再生環境
- 1996年 Future Splash Player (Macromedia Flash Player 1)
- 1997年 Macromedia Flash Player 2
- 1998年 Macromedia Flash Player 3
- 1999年 Macromedia Flash Player 4
- 2000年 Macromedia Flash Player 5
- 2002年 Macromedia Flash Player 6
- 2003年 Macromedia Flash Player 7
- 2005年9月13日 Macromedia Flash Player 8[25]
- 2006年6月28日 Adobe Flash Player 9[26]
- 2008年10月15日 Adobe Flash Player 10.0[27]
- 2010年
  - 6月10日 Adobe Flash Player 10.1[28]
  - 8月17日 Android版
- 2011年
  - 2月8日 Adobe Flash Player 10.2[29]
  - 5月12日 Adobe Flash Player 10.3[30]
  - 10月3日 Adobe Flash Player 11.0[31]
  - 11月10日 Adobe Flash Player 11.1
- 2012年
  - 3月27日 Adobe Flash Player 11.2
  - 6月8日 Adobe Flash Player 11.3
  - 8月21日 Adobe Flash Player 11.4
  - 11月6日 Adobe Flash Player 11.5
- 2013年
  - 2月12日 Adobe Flash Player 11.6
  - 4月9日 Adobe Flash Player 11.7
  - 7月9日 Adobe Flash Player 11.8
  - 10月8日 Adobe Flash Player 11.9
- 2014年
  - 1月14日 Adobe Flash Player 12
  - 4月8日 Adobe Flash Player 13[32]
  - 6月10日 Adobe Flash Player 14[33]
  - 9月9日 Adobe Flash Player 15[34]
  - 12月9日 Adobe Flash Player 16[35]
- 2015年
  - 3月12日 Adobe Flash Player 17[36]
  - 6月9日 Adobe Flash Player 18[37]
  - 9月24日 Adobe Flash Player 19[38]
  - 12月8日 Adobe Flash Player 20[39]
- 2016年
  - 3月10日 Adobe Flash Player 21[40]
  - 6月16日 Adobe Flash Player 22[41]
  - 9月13日 Adobe Flash Player 23[42]
  - 12月13日 Adobe Flash Player 24[43]
- 2017年
  - 3月14日 Adobe Flash Player 25[44]
  - 6月13日 Adobe Flash Player 26[45]
  - 9月12日 Adobe Flash Player 27[46]
  - 12月12日 Adobe Flash Player 28[47]
- 2018年
  - 3月13日 Adobe Flash Player 29[48]
  - 6月7日 Adobe Flash Player 30[49]
  - 9月11日 Adobe Flash Player 31[50]
  - 12月4日 Adobe Flash Player 32

## 必要システム構成

### Adobe Flash Player
必要システム構成は以下の通り。
Windows
- 対応OS（32ビット）

- Windows XP SP3
- Windows Vista
- Windows 7
- Windows 8.1
- Windows 10
- 最新バージョンのMicrosoft Internet Explorer、Microsoft Edge、Mozilla Firefox、Google Chrome、Opera

- 対応OS（64ビット）

- Windows 7
- Windows 8.1
- Windows 10
- 最新バージョンのMicrosoft Internet Explorer、Microsoft Edge、Mozilla Firefox、Google Chrome、Opera

Mac OS X
- OS X 10.9以降
- 最新バージョンのSafari、Mozilla Firefox、Google Chrome、Opera

Linux
- NPAPIおよびPPAPI対応のYUM、TAR.GZ、RPM、APTパッケージ
- 最新バージョンのFirefox、Google Chrome

## HTML5との比較
Appleは、Safariがクラッシュする原因の大半はFlash Playerによるものだとし、動作が重くセキュリティ問題を抱えるFlashは携帯機器には不向きであるとして、iOS上では動作しないようにしている。同社はまた、Flashの代替として、プラグインを必要としないHTML5を強く推奨している。
しかし、上の表明がなされた時点（2010年4月）ではHTML5はまだ仕様が確定していない発展途上の段階であり（2014年に正式の仕様が勧告された）、実装状況はブラウザによって異なっていた。そのため、Flashを完全に置き換える要素にはなっていなかった。
Googleは、HTML5を強く推進し、また独自の動画規格WebMを開発している一方、AndroidをFlashに対応させたり、Google Chromeのデスクトップ版にFlash Playerを内蔵させているが、2016年第4四半期中に無効化されることが正式に発表された。モバイル分野ではAndroid 4.1以降をFlash Player非対応とするなど、Adobeのモバイル版Flash Player開発中止に同調した動きを取っている。
また、アドビシステムズ自身もFlashからの変換ツールを開発する等、HTML5を推進する立場をとっている。

## ブラウザへのインストール
下記ブラウザは、Flash Playerを搭載された状態で配布され、アップデートも自動で行われる。
- Internet Explorer 10以降（Windows 8もしくはWindows Server 2012）。ただし、Windows Serverはデスクトップ・エクスペリエンスを有効にすること。
- Google Chrome 5以降 (但し、76以降ではデフォルト設定で Flash Player はオフになっている[57]。)

他のブラウザはFlash Playerをインストールする必要がある。Windows用では、「Internet Explorer」版 (ActiveX) と「その他のブラウザ」版（プラグイン）に分かれていてInternet Explorerとその他のブラウザ両方で利用したい場合、それぞれインストールする必要がある。「その他のブラウザ」版を一回インストールすると、NPAPIに対応したブラウザ（Firefox・Safari・Opera等）の全てで利用可能になる。Flash Player 11.0から64ビット版もリリースされており、64ビットネイティブ版ブラウザでも利用することができるようになった。Windows・macOS版では32ビット・64ビット両対応のインストーラが配布されている。
アンインストールについては、アドビシステムズから「Flash Player Uninstaller」がリリースされており、それを利用するとすべてのブラウザのFlash Playerが削除される。

## アドビ以外の実装

### 再生ソフトウェア
SWFのファイルフォーマットの仕様は公開されているが、ライセンス上は、この仕様書を再生ソフトウェアの作成に用いることはできなかった。2008年5月1日に、ライセンスが変更されてOpen Screen Projectが始まり、仕様書に基づいた互換プレーヤーを作ることが可能になった。
- Gnash（クロスプラットフォーム）開発終了
- Swfdec（LinuxとFreeBSD）開発終了
- Lightspark（クロスプラットフォーム）
- Ruffle（クロスプラットフォーム）

### 作成ソフトウェア
FlashのファイルフォーマットであるSWFは仕様が公開されており、サードパーティー製のFlash作成ソフトも多数存在する。
- クロスプラットフォーム
  - flaave
  - Toon Boom Studio
  - かんたんWebアニメーション
  - サーバベース・コンバータ
- Windows
  - frimo 3（Free Motionの後継ソフトウェア）
  - In A Flash
  - jaMing
  - Liveswif lite
  - MotionMaker 4（FlashMakerの後継ソフトウェア）
  - MotionSWF
  - ParaFla!
  - Powerbullet
  - Suzuka
  - SWiSH

### 統合開発環境
ActionScriptの統合開発環境。Adobe製はAdobe Flash Builder。
- デスクトップアプリ
  - FDT - Eclipseプラグイン
  - FlashDevelop - Windowsのみ
  - IntelliJ IDEA
- ウェブアプリ
  - wonderfl

### SWFライブラリ
SWFファイルを読み書きするライブラリ。
- Ming - ウェイバックマシン（2013年5月18日アーカイブ分）
- SSWF
- swfmill
- SWF Scout SDK - ウェイバックマシン（2012年5月5日アーカイブ分）
- SWFTOOLS
- Transform SWF For Java

## Adobe Flashをめぐる動向

### 米国
2010年4月、AppleのiPhoneやiPadがAdobe Flashをサポートしない理由について、スティーブ・ジョブズは自社ウェブサイト上で「Flashはパソコン (PC) とマウスの時代に作られたものだ。しかしモバイル時代といえば低消費電力機器、タッチスクリーン、オープンなウェブ標準などだ。どれもFlashが及んでいない分野だ」と発表した。
2011年11月9日、アドビはAdobe Flashの携帯端末版の開発中止を表明し、今後はHTML5の開発に注力することを発表した。

### 日本
日本での本格的な流通はFlash 2の頃からであるが、実際にはFutureSplashの直輸入版も一部店舗では取り扱われていた。
日本においてウェブサイトの一般ユーザーに広くFlashが認知されるようになったのはFlash 4の時期とされる。数々の企業サイトで採用されるに至っていたが、特にフォークデュオのゆずの公式サイトは、そのほとんどをFlashで構築した上、「ゆず一家の家の中」を探索するアドベンチャーゲーム風の演出をそれに取り入れていた。他方で個人制作されたFlash作品もこの時期を境に増え始めており、個人制作Flashの「投稿型コミュニティ」や、自動リンクを用いて主催者が気に入った作品を登録する形式で紹介するウェブサイトが派生してきたのもこの時代である。
制作コストや人材費、時間コストなどはデジタルアニメよりも更に費用がかからない安いアニメを作ることが可能だった。
いわゆるMADムービーの制作ツールとしてFlashが多用されていた時期があり、『サザエさん』や『ドラえもん』、コミックソング等を素材に使用した作品が数多く公開された。一方で個人制作ながら表現において高レベルの水準に到達した『つきのはしずく』（森野あるじ）や、脚本に注力されFlashに興味の無い一般層も抵抗無く作品世界へ引き入れた感動系の始祖『キミとボク』（やまがらしげと）など、黎明期を代表する作品が発表されている。
2006年春、『菅井君と家族石』で注目されていたFROGMAN（蛙男商会）により、全編Flashで制作されたテレビアニメシリーズ『THE FROGMAN SHOW』が制作され、テレビ朝日・朝日放送にて放映。映画化やゲーム化なども行われた。
2ちゃんねる「FLASH・動画板」におけるFlash動画ブームについては、「PC等 (2ちゃんねるカテゴリ)#FLASH」の記事を参照。

### セキュリティ問題
Flash Playerは、本格的なプログラミング言語であるActionScriptの処理系を含んでいる。そのためFlashデザイナーやFlexプログラマーは任意の機能を実現できるが、信頼性の保証がないサーバから読み込まれたコンピュータプログラムが動作することについて、コンピュータセキュリティ上の懸念が存在する。
Flash Playerにはサンドボックスモデルに基づいたセキュリティ機構が実装されている。ローカルストレージや周辺機器へのアクセス、ダウンロード元と異なるドメインのサーバとの通信は制限されており、例えば自由に読み書きできるローカルストレージはWebブラウザのCookieに相当するSharedObjectに限られ、ファイルの読み書きにはユーザの選択による許可を必要とする。
このため、通常はFlashによってシステムが破壊されたり、ローカルファイルに保存した情報が盗まれることはないが、Flash PlayerやPDFに埋め込まれたFlashを再生できるAdobe Readerには、コンピュータシステムのクラッシュや悪意のあるプログラムの実行を許す脆弱性が、過去にいくつか発見されている。多くのユーザは、ウェブブラウザに組み込まれたFlash Playerを有効にした状態でWebを利用しているので、それらの脆弱性を突くJSRedir-RやTROJ PIDIEF.INのようなコンピュータウイルスは、修正アップデートが公開されるまでの間に急速に感染を拡大した。
また、サイトを閲覧していると、「アップデートが必要」などのポップアップが現れるが、これは偽物で、クリックすると通知を許可させようとしたりアプリをインストールさせようとする。
Flash 10以降では、ダウンロードのページにあるチェックボックスを手動で外さない限り、McAfee Security Scanが自動インストールされるようになった。旧版のアンインストールについては、アドビシステムズから「Flash Player Uninstaller」がリリースされており、それを利用すると、すべてのウェブブラウザのFlash Playerが削除される。
アドビは2020年12月31日でFlashの配布と更新を終了した。Maxthon Nitroなどと言った一部のウェブブラウザでは現在もAdobe Flashを使用可能である。